# Brauhaus der Stadt Wien

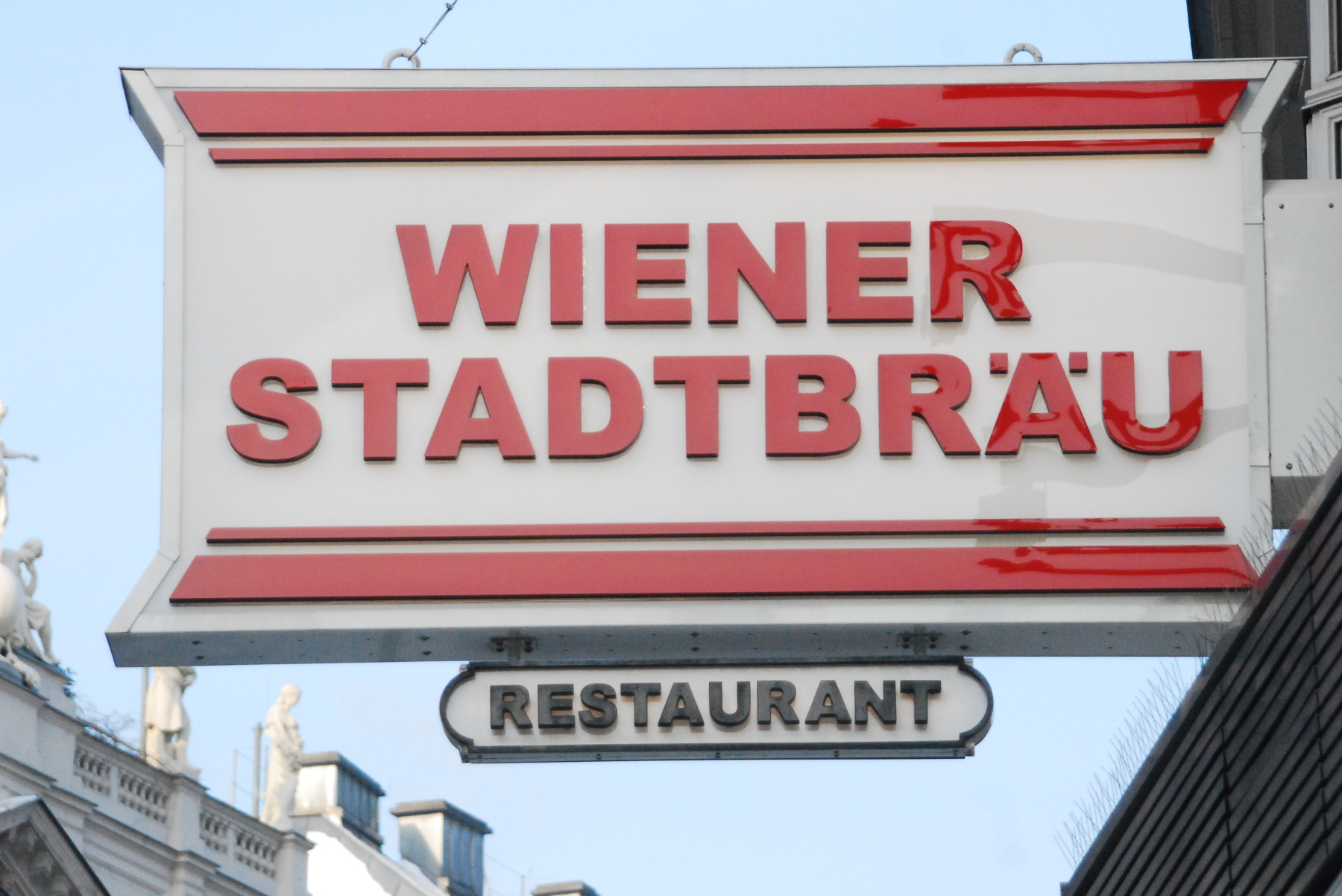
Letzte Spuren vom Wiener Stadtbräu

Das Brauhaus der Stadt Wien oder auch Wiener Stadtbräu war eine Bierbrauerei im Besitz der Stadt Wien mit Standort in Rannersdorf in der Gemeinde Schwechat. In der Zwischenkriegszeit gehörte das Brauhaus zu den größten Brauereien Österreichs.

## Geschichte

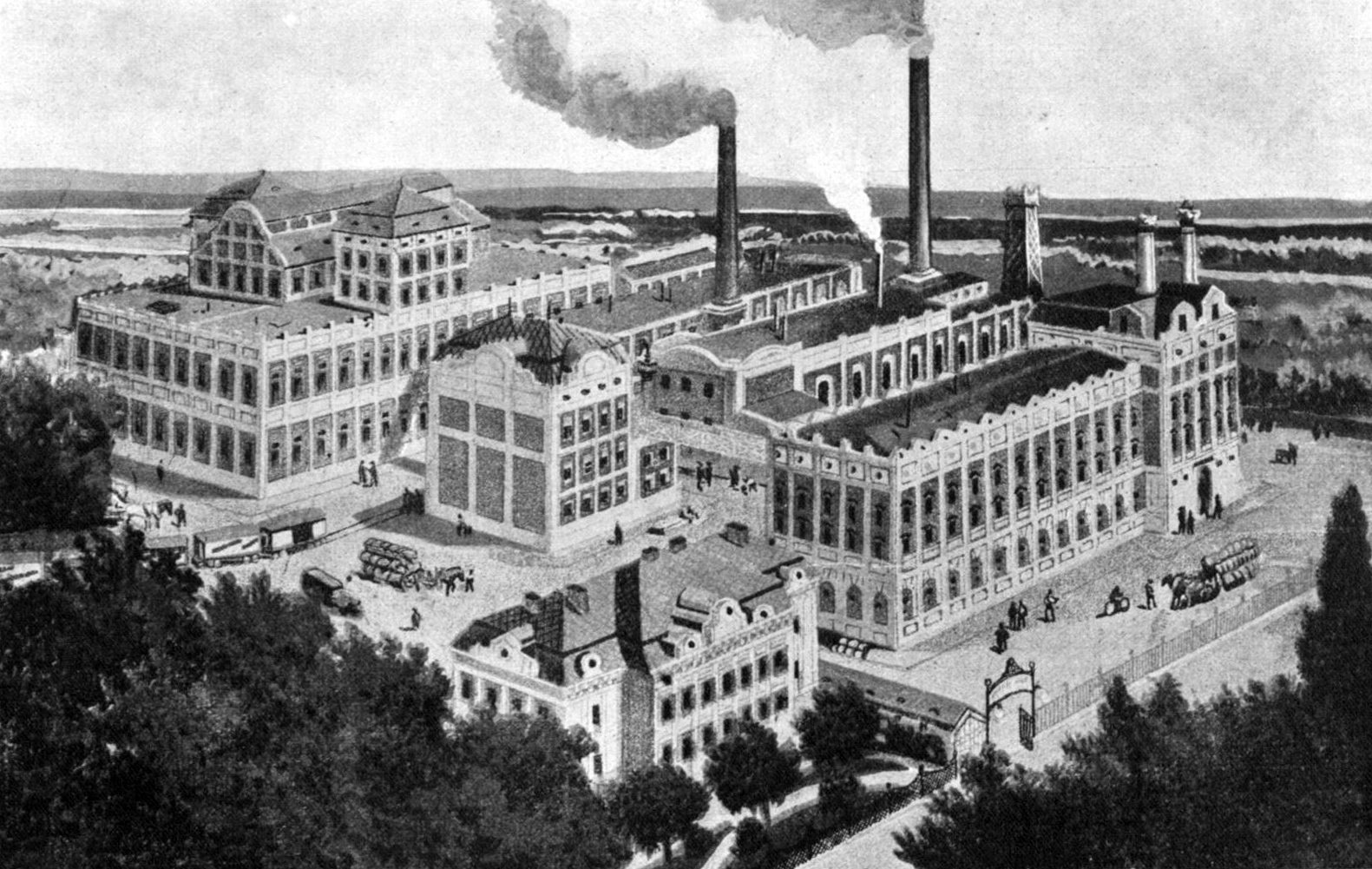
Künstlerische Darstellung des Brauhauses (1910)

Eine mehrheitlich aus in Wien ansässigen Wirten bestehende und 1899 konstituierte Genossenschaft erwarb als Wiener Brauhaus Gen.m.b.H. am 22. September 1900 das in Rannersdorf gelegene landgräfliche Gut Wallhof samt Acker- und Wiesenflächen und errichtete dort eine Brauerei mit einer Jahreskapazität von rund 100.000 Hektolitern Bier ein. Mit dieser Aktion wollten sie sich aus der Abhängigkeit von privaten Brauereien befreien.
Der Plan drohte jedoch zu scheitern, da sich herausstellte, dass die Rentabilitätsgrenze bei ungefähr 200.000 Hektolitern jährlich lag und die notwendige Kapazitätserweiterung mit eigenen Finanzmitteln nicht zu bewerkstelligen war. Verhandlungen mit der Gemeinde Wien hatten zum Ergebnis, dass die Stadt das Gut Wallhof mit rund 154 Hektar Grundfläche übernahm und als Gegenleistung die Brauerei für eine Jahresproduktion von mindestens 250.000 Hektolitern ausbaute, was der Wiener Gemeinderat am 27. Juni 1905 genehmigte.
In den Jahren 1906 bis 1911 wurden die notwendigen Maßnahmen durchgeführt. Trotz der harten Konkurrenz gelang es, den Absatz von rund 70.000 Hektolitern im Jahr 1906 auf etwa 242.000 Hektoliter im Jahr 1914 zu steigern. Ab dem Jahr 1911 schrieb das Brauhaus der Stadt Wien lange Zeit nur Gewinne.
In der Zwischenkriegszeit wurde das Brauhaus als für die mittlerweile sozialdemokratische Stadtverwaltung wichtiger Betrieb umfangreich modernisiert, zusätzlich wurden 14 Arbeiter- und vier Beamtenwohnhäuser sowie ein Wohlfahrtsgebäude mit Werkskantine, Umkleideräumen und Wasch- und Badeanlagen errichtet. Das Sudhaus zählte damals zu den modernsten in Europa. Der während des Ersten Weltkriegs auf 40.000 Hektoliter gesunkene Jahresbierausstoß wurde 1922 auf 184.756 Hektoliter und in weiterer Folge auf bis zu 425.845 Hektoliter gesteigert. Im Gegensatz zu den privaten Brauereien konnte der Bierpreis auf gleichem Niveau gehalten werden. 1927 wurde die Brauerei an die Wiener Wasserversorgung angeschlossen. 1930 war das Brauhaus nach den Vereinigten Brauereien der zweitgrößte Bierproduzent in Wien und Umgebung.
Die Errichtung des austrofaschistischen Ständestaates und die Amtsübernahme durch Bürgermeister Richard Schmitz hatte auch gravierende Auswirkungen auf das Brauhaus. Es kam zu einer umfassenden Kündigungswelle der meist sozialdemokratisch gesinnten Arbeiter. Der Bierausstoß sank 1937 auf nicht einmal die Hälfte der Produktion von 1930. Nach dem Anschluss Österreichs wurde die gesamte Führungsspitze der Brauerei entlassen und ein Großteil der Arbeiterschaft ausgetauscht.
Gegen Ende des Zweiten Weltkriegs erlitt das Brauhaus in Rannersdorf schwere Beschädigungen durch Bombentreffer und Bodenkämpfe. Die nach Kriegsende den Betrieb besetzenden russischen Truppen richteten im Direktionsgebäude sowie der Mälzerei ein Lazarett ein, die Kantine wurde in einen Operationssaal umgewandelt. Trotz dieser äußerst schwierigen Verhältnisse konnte bereits im Juni 1945 wieder mit dem Bierbrauen begonnen werden, aber aufgrund fehlender Rohstoffe konnte in der Folgezeit nur ein kleiner Teil der Betriebskapazität ausgenützt werden. Es wurde nur sogenanntes Leichtbier gebraut, erst im Oktober 1948 konnte wieder höhergradiges „normalem“ Bier gebraut werden.
Ab 1950 initiierte die Stadt eine umfangreiche Werbeaktion, es konnten Persönlichkeiten wie die Schauspieler Fritz Imhoff und Else Rambausek dafür gewonnen werden.
Am 3. Dezember 1956 wurde im Wiener Rathauskeller die Presse über das Vorhaben informiert, zunächst drei Biersorten zusätzlich in sogenannten Kleinbierflaschen anzubieten. Eine gute Akzeptanz der neuen Flaschengröße wurde vor allem deshalb erwartet, da in den letzten 10 Jahren der Verkauf von Bier in 0,5-Liter-Flaschen in Wien von 25 auf 60 Prozent gestiegen war. Neben Touristen, die an die Kleinbierflaschen bereits gewohnt waren, sollten nun auch jene einheimischen Konsumenten gewonnen werden, die mit einem Seidel genug hatten. Den Ankauf von 300.000 der neuen 0,3-Liter-Flaschen, die mit einer sogenannten Champagnerstanniolierung auf den Markt kommen sollten, genehmigte der Gemeinderat auf Antrag des Stadtrates für städtische Unternehmungen, Richard Nathschläger, im Juni 1956.

### Schließung
Am 14. Juli 1959 unterbreitete der Stadtrat Josef Afritsch dem Wiener Gemeinderat den Antrag, das Brauhaus der Stadt Wien einschließlich der Anteile des mittlerweile ungeliebten Brauhauses an den Gesellschaften Gabeg und Steffl trotz guter Angebote aus dem Ausland an eine eigens gegründete österreichische Kommanditgesellschaft zu verkaufen. Die Kommanditgesellschaft bestand aus folgenden Brauereien:
- Brauerei Schwechat
- Brüder Reininghaus Brauerei AG
- Brauerei Göss
- Hubertus Bräu
- Österreichische Brau-AG
- Ottakringer Brauerei

Die sozialdemokratische Arbeiter-Zeitung kommentierte am gleichen Tag den geplanten Verkauf des Brauhauses zustimmend. Laut dem auf der Titelseite platzierten Artikel hatte das sozialistisch regierte Wien die von der Brauerei kommenden Einkünfte für soziale Zwecke verwendet. So wurde unter anderem in der Zwischenkriegszeit das Radium für das Krankenhaus Lainz daraus finanziert.
Im Kaufvertrag verpflichtete sich die Stadt unter anderem dazu,
- in den nächsten zehn Jahren weder selbst eine Brauerei zu errichten, sich an einer solchen nicht zu beteiligen, sich mit dem Großan- oder Verkauf oder der Abfüllung von Bier nicht zu befassen und
- die am Übernahmstag bestehenden Verbindlichkeiten inklusive bereits bestehender Pensionslasten für ehemalige Brauereibedienstete zu regeln.
- Bei der Stadt Wien sollten das Gut Wallhof sowie die Barbestände und Barguthaben verbleiben.[9]

Von rund 300 Beschäftigten wurden 177 von den neuen Besitzern übernommen. Die übrigen, darunter 48 pragmatisierte, wurden von der Stadt Wien übernommen.
Der Antrag, das Brauhaus der Stadt Wien zu verkaufen, wurde am 17. Juli gegen die Stimmen der Wahlgemeinschaft österreichische Volksopposition VO angenommen.
Der Werkstättentrakt und die Mälzerei, die bis 1979 in Betrieb war, ging an die Brauerei Schwechat. 1983 wurde die Mälzerei verkauft und anschließend als Getreidesilo genutzt. Das restliche Brauereigelände wurde von einer Firma, die mit Stahlrohren handelt, erworben.

### Biersorten und Vertrieb
Hausmarke des Brauhauses der Stadt Wien war das Stadtbräu-Lager, ein lichtes Lagerbier.
- 1930 wurde mit dem Wiener Stadtbräu – Spezial Märzen, kurz Stadtbräu-Märzen genannt, eine neue Feinbiertype auf den Markt gebracht.
- 1932 wurde unter der registrierten Marke Stefflbräu ein dunkles Doppelmalzbier nach Münchner Art hergestellt.

Vertrieben wurden die Biersorten des Brauhauses der Stadt Wien über 28 Bierniederlagen. 10 davon befanden sich in Wien, die übrigen in Aspang-Markt, Baden Bruck an der Leitha, Dobermannsdorf, Ebenfurth, Gänserndorf, Groß-Siegharts, Klosterneuburg, Maria-Lanzendorf, Mödling, Neulengbach, Oberlaa, Schwadorf, Sankt Andrä-Wördern, Steyr, Waidhofen an der Ybbs, Weissenbach an der Triesting, Wolkersdorf im Weinviertel und Wiener Neustadt.
Zusätzlich bestanden in Linz und Berlin Spezial-Ausschankstellen, wo das Wiener Stadtbräu ausgeschenkt wurde.

### Stadtgut Laxenburg/Wallhof

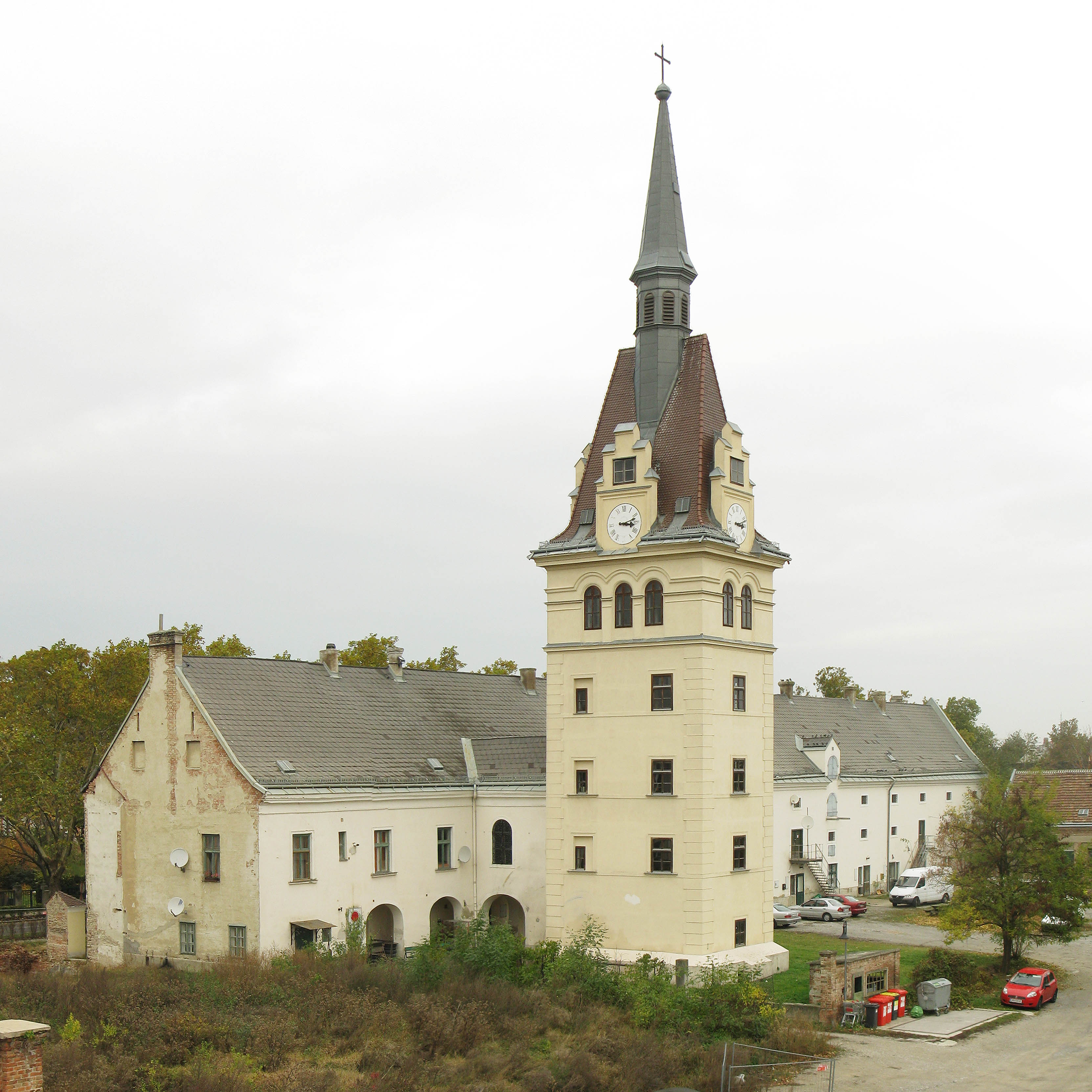
Der Wallhof in Rannersdorf

Die zum Gut Wallhof gehörigen und im Eigentum der Stadt Wien verbliebenen Grundflächen werden gemeinsam mit dem
- Bio-Zentrum Lobau, dem
- Stadtgut Lindenhof in Eggenburg und dem
- Weingut Wien Cobenzl als
- Stadtgut Laxenburg/Wallhof als Landwirtschaftsbetrieb der Stadt Wien von der Magistratsabteilung (MA) 49 – Forstamt und Landwirtschaftsbetrieb der Stadt Wien geführt.[12]